# Chrášťany (okres Kolín)
Chrášťany jsou obec ležící v okrese Kolín, kraj Středočeský, zhruba 5 km vjv. od Českého Brodu. Žije zde 777 obyvatel (v roce 2006 jich měly 655). V roce 2011 zde bylo evidováno 276 adres. Součástí obce jsou i vesnice Bylany a Chotouň.
Sama ves Chrášťany leží v katastrálním území Chrášťany u Českého Brodu o rozloze 4,66 km2, obdobně i ostatní části obce leží ve vlastních katastrálních územích.

## Historie
První písemná zmínka o vsi (Craschan) pochází z roku 1306.

### Územněsprávní začlenění
Dějiny územněsprávního začleňování zahrnují období od roku 1850 do současnosti. V chronologickém přehledu je uvedena územně administrativní příslušnost obce v roce, kdy ke změně došlo:
- 1850 země česká, kraj Pardubice, politický okres Černý Kostelec, soudní okres Český Brod[6]
- 1855 země česká, kraj Praha, soudní okres Český Brod
- 1868 země česká, politický i soudní okres Český Brod
- 1939 země česká, Oberlandrat Kolín, politický i soudní okres Český Brod[7]
- 1942 země česká, Oberlandrat Praha, politický i soudní okres Český Brod[8]
- 1945 země česká, správní i soudní okres Český Brod[9]
- 1949 Pražský kraj, okres Český Brod[10]
- 1960 Středočeský kraj, okres Kolín
- 2003 Středočeský kraj, obec s rozšířenou působností Český Brod

### Rok 1932
Ve vsi Chrášťany (290 obyvatel, poštovna) byly v roce 1932 evidovány tyto živnosti a obchody: sušárna čekanky, hostinec, kolář, kovář, krejčí, 5 rolníků, 2 obchody se smíšeným zbožím, trafika, truhlář, velkostatkář Holeka.
V obci Bylany (425 obyvatel, samostatná obec se později stala součástí Chrášťan) byly v roce 1932 evidovány tyto živnosti a obchody: čalouník, fotoateliér, holič, 2 hostince, kolář, 2 kováři, mlýn, obuvník, povoznictví, 4 rolníci, 3 řezníkci, sedlář, 2 obchody se smíšeným zbožím, švadlena, trafika, 2 truhláři, 2 velkostatky, zahradnictví.
Ve vsi Chotouň (446 obyvatel, poštovna, samostatná ves se později stala součástí Chrášťan) byly v roce 1932 evidovány tyto živnosti a obchody: družstvo pro rozvod elektrické energie v Chotouni, 2 hostince, kolář, kovář, krejčí, pekař, 7 rolníků, 2 řezníci, 2 obchody se smíšeným zbožím, 2 trafiky, truhlář.

## Doprava
Dopravní síť
- Pozemní komunikace – Zastavěným územím obce prochází silnice III. třídy. Místní částí Chotouň prochází silnice II/334 Sadská – Kouřim – Sázava. Okrajem katastrálního území obce vede silnice I/12 Praha – Kolín.

- Železnice – Železniční trať ani stanice na území obce nejsou. Nejbližší železniční stanicí je Český Brod ve vzdálenosti 5 km ležící na trati 011 z Prahy do Kolína.

Veřejná doprava 2011
- Autobusová doprava – V obci měly zastávky příměstské autobusové linky Hradešín – Český Brod – Chrášťany – Klučov,Skramníky (v pracovních dnech 12 spojů, o víkendu 3 spoje) (dopravce ČSAD POLKOST, s. r. o.). V místníčásti Bylany zastavovaly linky Čelákovice – Mochov – Český Brod – Kouřim (v pracovních dnech 11 spojů, o víkendu 4 spoje) (dopravce Okresní autobusová doprava Kolín, s. r. o.).

## Pamětihodnosti
- Krucifix